# Dezsőné Józsa
Dezsőné Józsa (* 17. Januar 1918 als Ilona Szikora in Turócszentmárton, Königreich Ungarn, Österreich-Ungarn; † unbekannt) war eine ungarische Diskuswerferin.
Bei den Olympischen Spielen 1952 in Helsinki belegte sie im Diskuswurfwettkampf den 8. und bei den Europameisterschaften 1954 in Bern den 15. Platz.
Von 1950 bis 1953 wurde sie viermal in Folge Ungarische Meisterin. Ihre persönliche Bestleistung von 46,64 m stellte sie am 12. August 1954 in Budapest auf.